# Gwinea Bissau na Letnich Igrzyskach Olimpijskich 2008
Gwineę Bissau na Letnich Igrzyskach Olimpijskich 2008 reprezentowało 3 zawodników w 2 dyscyplinach.
Był to czwarty start reprezentacji Gwinei Bissau na letnich igrzyskach olimpijskich.

## Wyniki reprezentantów Gwinei Bissau

### Lekkoatletyka
Mężczyźni
| Zawodnik        | Konkurencja | Bieg eliminacyjny | Bieg eliminacyjny | Ćwierćfinał                  | Ćwierćfinał                  | Półfinał                     | Półfinał                     | Finał                        | Finał                        |
| Zawodnik        | Konkurencja | Wynik             | Miejsce           | Wynik                        | Miejsce                      | Wynik                        | Miejsce                      | Wynik                        | Miejsce                      |
| --------------- | ----------- | ----------------- | ----------------- | ---------------------------- | ---------------------------- | ---------------------------- | ---------------------------- | ---------------------------- | ---------------------------- |
| Holder da Silva | 100m        | 10.58             | 5                 | Odpadł z dalszej rywalizacji | Odpadł z dalszej rywalizacji | Odpadł z dalszej rywalizacji | Odpadł z dalszej rywalizacji | Odpadł z dalszej rywalizacji | Odpadł z dalszej rywalizacji |

Kobiety
| Zawodniczka    | Konkurencja | Bieg eliminacyjny | Bieg eliminacyjny | Ćwierćfinał                   | Ćwierćfinał                   | Półfinał                      | Półfinał                      | Finał                         | Finał                         |
| Zawodniczka    | Konkurencja | Wynik             | Miejsce           | Wynik                         | Miejsce                       | Wynik                         | Miejsce                       | Wynik                         | Miejsce                       |
| -------------- | ----------- | ----------------- | ----------------- | ----------------------------- | ----------------------------- | ----------------------------- | ----------------------------- | ----------------------------- | ----------------------------- |
| Domingas Togna | 1500m       | 5:05.76           | 11                | Odpadła z dalszej rywalizacji | Odpadła z dalszej rywalizacji | Odpadła z dalszej rywalizacji | Odpadła z dalszej rywalizacji | Odpadła z dalszej rywalizacji | Odpadła z dalszej rywalizacji |

### Zapasy
Mężczyźni
| Zawodnik       | Konkurencja | Kwalifikacje      | 1/8                  | Ćwierćfinał                  | Półfinał                     | Finał                        | Pierwsza runda repasaży      | Druga runda repasaży         | Walka o 3. miejsce           |
| Zawodnik       | Konkurencja | Przeciwnik Punkty | Przeciwnik Punkty    | Przeciwnik Punkty            | Przeciwnik Punkty            | Przeciwnik Punkty            | Przeciwnik Punkty            | Przeciwnik Punkty            | Przeciwnik Punkty            |
| -------------- | ----------- | ----------------- | -------------------- | ---------------------------- | ---------------------------- | ---------------------------- | ---------------------------- | ---------------------------- | ---------------------------- |
| Augusto Midana | 74 kg       | Wolny los         | Saghiraszawili P 3-1 | Odpadł z dalszej rywalizacji | Odpadł z dalszej rywalizacji | Odpadł z dalszej rywalizacji | Odpadł z dalszej rywalizacji | Odpadł z dalszej rywalizacji | Odpadł z dalszej rywalizacji |